# Il caso è aperto
Il caso è aperto (titolo originale inglese: A New Lease on Death e, negli USA, The Sins of the Fathers) è un romanzo poliziesco della scrittrice britannica Ruth Rendell, pubblicato nel 1967, il secondo della serie sull'Ispettore Wexford.
In Italia l'opera è apparsa nel 1983 nella collana Il Giallo Mondadori e in seguito in raccolta con altri romanzi, sempre per l'editrice Mondadori. Nel 2004, una nuova edizione con il titolo La morte in versi è presentata dalla casa editrice Fanucci.
Il libro è stato tradotto in numerose lingue

## Trama
L'azione del romanzo avviene nell'estate del 1966; i fatti pregressi sono del 1950, 24 settembre e periodo immediatamente successivo.
L'ispettore Wexford ha avuto una richiesta di colloquio da parte di un reverendo anglicano, Henry Archery. Quando i due si incontrano, Wexford non può immaginare che Archery vuole riaprire un caso di sedici anni prima: una signora novantenne, Rose Primero, era stata assassinata per 200 sterline dal suo dipendente e factotum Bert Painters, il quale era stato condannato all'impiccagione per il suo crimine. Ora Archery, che si è procurato il verbale del processo, vorrebbe tentare di riabilitare Painters perché il suo unico figlio Charles, fidanzatosi con una compagna di studi a Oxford, ha scoperto che la ragazza è la figlia di Painters e questo ha causato un grave attrito nella famiglia Archery. Anche la giovane, di nome Tess e che nel frattempo ha assunto legalmente il cognome del patrigno, vuole porre fine al fidanzamento.
All'epoca dell'omicidio la signora Primero aveva una cameriera (Alice Flower), tre nipoti di età diverse e un'amica assillante, tale signora Crilling, che aveva tentato con tutte le forze di far firmare a Rose un testamento in favore della sua figlioletta Liz, di cinque anni. Il figlio di Rose Primero era morto in giovane età e i tre nipoti risultavano essere un ragazzo di ventidue anni, Roger, e due bambine di dieci e nove anni. Tutte le domeniche Roger veniva a trovare la nonna e a volte portava con sé le sorelline. Invece non c'erano rapporti tra Rose e la famiglia di Painters, una giovane moglie e una bambina di meno di cinque anni, perché l'anziana donna era molto snob e aveva acconsentito che il suo dipendente alloggiasse in una dépendance separata dalla casa. E ora Archery si era messo in capo di riaprire il caso, con grande disappunto di Wexford, il quale tuttavia non immaginava che Tess Kershaw si fosse rivelata tanto in gamba, a differenza della quasi coetanea Liz Crilling.
Il cadavere della vecchia signora era stato trovato da Liz Crilling, che aveva preceduto la madre andando a far visita a nonna Rose. Le conseguenze di questa esperienza traumatizzante avevano finito per mandare in rovina le Crilling, rimaste senza un soldo e costrette a costose cure per Liz, decisamente traumatizzata. I nipoti della vittima avevano ereditato i suoi averi, circa diecimila sterline e in seguito Roger era entrato in affari, divenendo ricco. Quanto alla figlia di Painters, dopo che la madre si era risposata con Tom Kershaw, aveva goduto di una vita serena e aveva studiato a Oxford.
Quando un uomo, investito sulle strisce pedonali, chiede un prete per confessarsi, si presenta Archery, che però non può molto di fronte alla rapida morte del poveretto. La persona che lo ha investito è Liz e il giorno dopo si tiene la seduta in tribunale: ci va anche Archery che suggerisce alla madre della ragazza di pagare una cauzione. Mentre si trovava accanto al moribondo, Archery viene a sapere di un caso analogo accaduto nel 1945, nella piccola vicina località di Forby.
Tornato in albergo Archery conosce una bellissima donna che gli dice di chiamarsi Imogen Ide. I due simpatizzano e Archery sembra vedere la donna dappertutto: vanno anche insieme al cimitero di Forby, ma Archery a lungo non sospetta che la donna sia la moglie di Roger Primero. Invece rimane colpito da una modesta tomba, di un tale John Grace, morto a ventun anni nel 1945. Sulla lapide ci sono dei versi che Archery non sa identificare. In seguito, volendo procedere nella ricerca, Archery va a trovare quante persone gli è possibile per sentire cosa hanno da dire della morte di Rose Primero, ma sempre si imbatte in testimonianze negative. Pare che Painters picchiasse la moglie, la quale non si è affatto scomposta quando lui è stato arrestato.
Nei giorni successivi arrivano all'albergo anche il figlio di Archery, Charles, Tess e Kershaw. I giovani non fanno che litigare e Charles, con un inganno, va da Roger Primero per fargli un'intervista a nome di un giornale di cui non fa parte. Scopre che alla morte della nonna Roger aveva ereditato diecimila sterline (che gli avevano permesso di fare carriera negli affari) e quindi immagina che anche le sorelle abbiano avuto la stessa somma, a meno che invece non siano state estromesse dall'eredità. Un viaggio a Londra gli fa incontrare entrambe le sorelle di Roger, dopo averle convinte che si tratta di un lavoro per lo stesso giornale: scopre così che le due non hanno avuto nulla dalla nonna perché, adottate dai genitori di Roger, in mancanza di un testamento non erano equiparate al figlio naturale e legittimo. Lo sarebbero state solo pochi giorni dopo, in virtù della legge sull'adozione che conferiva, dal 1 ottobre 1950, la parità tra figli naturali e adottivi. Perciò le due avevano fatto una vita di povertà e gli appelli che la loro madre vedova faceva al figlio maggiore non avevano condotto a nulla, tanto che un giorno la madre aveva rotto i rapporti con Roger, dopo un violento litigio.
Con tali novità, Charles è convinto che si debba riesaminare la posizione di Primero. Ma stavolta Wexford, che aveva già sentito le lamentele di Primero, accortosi del raggiro, non nasconde la sua contrarietà (e Archery neppure), non si può lanciare accuse agendo con mezzi illeciti. Poi fa sapere a tutti che lui stesso ha fornito l'alibi a Roger, avendolo incontrato a sette miglia dal luogo del delitto proprio mentre questo avveniva. Il risultato è che Tess, convinta dalla madre che il padre fosse innocente, di fronte a questo fallimento non vuole avere più a che fare con Charles e se ne torna a casa con Kershaw. Anche gli Archery dovrebbero porre fine alla loro presenza in Kingsmarkham, dopo aver porto le scuse doverose a Primero. Si offre il padre di parlare con Imogen, anche se non spera di essere gradito. Invece la donna gli dà appuntamento nella casa del delitto e qui tra i due avviene una civile spiegazione: Archery convince la donna di non averla strumentalizzata, lei dichiara di aver discusso moltissimo con il marito, il quale non vuole ammettere di aver trascurato le sorelle, ma lei non si arrende e continuerà a pretendere che lui agisca in modo più giusto.
Archery indugia ancora qualche istante nella casa, per lasciare ad Imogen il tempo di allontanarsi; fermo nel buio avverte dei passi e per l'agitazione si ferisce alla mano con i vetri rotti di una finestra. Esce e si trova davanti Liz, che si mette a urlare e lo chiama zio Bert. Poi sviene e Archery la soccorre. Come in un delirio, la ragazza narra ciò che tutti avevano voluto impedirle di dire negli ultimi sedici anni: aveva visto Painters coperto di sangue, lui l'aveva minacciata di morte se avesse detto parola con chiunque. Ora Liz è dedita alle droghe e ha litigato con la madre, perciò ha pensato di andare in quella casa vuota. Però ha reso tutta la sua confessione ad Archery, cioè che del delitto aveva visto quasi tutto e sentito le affermazioni dell'assassino. Quando Archery la lascia e si ritrova dal figlio, i due decidono di andare dalla signora Crilling e la trovano strangolata dalla figlia, in crisi di astinenza.
Ma Archery ha ancora un compito. Dato che la madre di Tess aveva sempre sostenuto che suo padre era innocente, comprende che il padre non è Painters e che questi doveva saperlo, dato che aveva sposato Irene ad aprile e la bimba era nata a inizio ottobre. Perciò lui con il figlio vanno a casa Kershaw e, mentre il giovane parla con Tess a quattr'occhi, lui riesce a far ammettere a Irene che era rimasta incinta dal poeta John Grace (di cui aveva tenuto tutti gli scritti), poi, a causa della morte del coetaneo, aveva sposato Painters per darsi una rispettabilità, pagata con percosse, disprezzo e maltrattamenti vari. Kershaw ha sentito tutto e accorre a consolare la moglie, mentre tutti si augurano di rivedersi presto, alle nozze di Charles e Tess, finalmente riconciliati.

## Personaggi
- Reginald Wexford, ispettore capo della polizia di Kingsmarkham.
- Michael Burden, ispettore sottoposto a Wexford.
- Henry Archery, sacerdote anglicano, venuto a Kingsmarkham per una sua indagine.
- Charles, figlio di Archery, ha ventun anni ed è studente a Oxford
- Tess Kershaw (Theresa), fidanzata di Charles: ha quasi ventun anni e studia all'Università di Oxford, dove ha conosciuto Charles.
- Irene, madre di Tess: è stata dapprima sposata con il padre di Tess, poi, rimasta vedova, ha sposato Kershaw, padre dei suoi figli minori.
- Kershaw (Tom), secondo marito di Irene, patrigno di Tess, la quale ne ha assunto il cognome.
- Painters (Herbert Arthur), primo marito di Irene: sedici anni prima è stato condannato all'impiccagione per avere ucciso la propria anziana padrona.
- Rose Primero, datrice di lavoro di Painters, il quale aveva mansioni di giardiniere, autista e factotum, ma il suo servizio si faceva sempre più insoddisfacente.
- Alice Flower, anziana cameriera di Rose.
- Roger Primero, nipote di Rose, dalla quale ha ereditato una somma di denaro all'età di ventidue anni, cosa che gli ha permesso di mettersi in affari. Al momento della vicenda attuale è un signore di trentotto anni, decisamente ricco.
- Imogen Ide, moglie di Roger Primero, ha l'abitudine di usare il proprio nome, perché è stata una modella molto celebre.
- Angela Primero, sorella di Roger, ventisei anni. È piuttosto povera.
- Isabel Fairest, altra sorella di Roger, ha circa venticinque anni. Vive in ristrettezze con il marito e un bimbo piccolo e si rifugia ogni volta che può dalla sorella Angela.
- Signora Crilling (Josephine), in passato amica di Rose Primero, di cui frequentava la casa. Ora vive in grande povertà con l'unica figlia.
- Liz Crilling, ventun anni, ragazza estremamente difficile: il tutto viene fatto risalire alla circostanza che fu lei, di appena cinque anni, a trovare il cadavere di Rose Primero.
- Cosmo Plashet, colonnello che ha un dossier sul passato di Painters come soldato.
- John Grace, un giovane morto nel 1945 all'età di ventun anni. Era un poeta e drammaturgo ma le sue opere sono scomparse.

## Opere derivate
Il romanzo è stato adattato per la televisione, nella serie Ruth Rendell Mysteries quinta stagione, in tre episodi andati in onda tra il 29 settembre e il 6 ottobre 1991

## Edizioni in italiano
- Ruth Rendell, Il caso è aperto, collana Il Giallo Mondadori n. 1814, Milano 1983
- Ruth Rendell, Lettere mortali; Un certo Smith; Il caso è aperto; Il mio peggior amico, Mondadori, Milano 1991
- Ruth Rendell, La morte in versi: un nuovo caso dell'ispettore Wexford: romanzo traduzione dall'inglese di Giuseppe Costigliola, Fanucci, Roma 2004
- Ruth Rendell, La morte in versi: romanzo, traduzione dall'inglese di Giuseppe Costigliola, Fanucci, Roma 2006